# Бован (Рудо)
Бован је насељено мјесто у општини Рудо, Република Српска, БиХ. Према попису становништва из 1991. у насељу је живјело 239 становника.

## Географија
У селу има довољно воде за пиће. Најбољи извори су: Јелав и Сантрач. Постоје три групе кућа: Бован, Долови и Крсац.

## Становништво
| Демографија | Демографија | Демографија |
| Година      | Становника  | Становника  |
| ----------- | ----------- | ----------- |
| 1991.       | 239         |             |

### Презимена
Породице које живе у Бовану су: Медовић, Ћуповић, Томић, Топаловић, Дробњаковић, Видаковић, Стикић и др.